# Nokia Lumia 928
Nokia Lumia 928 — смартфон на Windows Phone 8. Официально представлен оператором Verizon 11 мая 2013 года.

## Особенности
Аппарат оснащен технологией PureView, оптикой Carl Zeiss, оптической стабилизацией изображения, благодаря которой пользователь сможет делать отличные фотографии и видео в условиях тряски, а также ксеноновой вспышкой. Помимо отличной камеры, модель также может похвастаться тремя встроенными микрофонами, позволяющими записывать аудио превосходного качества даже в шумных условиях. На лицевой стороне Nokia Lumia 928 расположился 4,5-дюймовый AMOLED-дисплей со стеклом Gorilla Glass. Имеется возможность заряжать устройство без использования проводов. Безусловно, в наличии эксклюзивные сервисы Nokia: HERE Suite, HERE Maps, HERE Drive+ и HERE City Lens. Смартфон Lumia 928 появится в продаже у оператора 16 мая 2013 г.. Покупателю будет предоставляться 25 долларов для покупок в магазине приложений Windows Phone Store. Для европейского рынка представлена аналогичная по характеристикам модель Nokia Lumia 925 тоньше и легче американской, также в которой только 16 Гб памяти и нет поддержки Qi.

## Железо

### Корпус
Корпус полностью поликарбонатный. Доступны только чёрный и белый цвета корпуса, и очень редко серый.

### Процессор, память
Смартфон оснащен двухъядерным процессором Qualcomm Snapdragon MSM8960 с частотой 1,5 Ггц и графическим процессором Qualcomm Adreno 225, объём встроенной оперативной памяти равен 1 Гб. Объём встроенной памяти составляет 32 Гб. Пользователю доступно порядка 29 Гб. Слот для карт памяти отсутствует.

### Экран
В Nokia Lumia 928 установлен 4,5-дюймовый экран с разрешением 1280x768 и соотношением сторон 15:9. В отличие от Lumia 920, экран не IPS, а AMOLED, в который встроена функция «PureMotion HD+». Эта технология позволяет достигать скорости перехода пикселя в 9 мс, против 23 мс в экране с обычным IPS-жидкокристаллическим дисплеем. Также в экране присутствует поляризационный слой ClearBlack, что позволяет избежать выцветания экрана на солнце. Экран защищён стеклом Gorilla Glass 2.0.

### Связь
Nokia Lumia 928 поддерживает 4G в сети оператора Verizon. Имеется NFC, Bluetooth 3.0 и Wi-Fi 802.11 a/b/g/n, поддержка DLNA. Также есть разъём USB v2.0. Телефон может выступать в качестве роутера с помощью функции «Общий интернет» (Wi-Fi HotSpot).

### Индукционная зарядка, питание
Смартфон поддерживает беспроводную индукционную зарядку по стандарту Qi. Также имеются дополнительные виды зарядок: беспроводная зарядка Nokia DT-900, беспроводная зарядка Nokia DT-901 с подушкой от Fatboy, беспроводная зарядка-стенд Nokia DT-910. Имеются прочие беспроводные аксессуары: колонка JBL PowerUp MD-100W (с функцией зарядки смартфона), колонка портативная JBL PlayUp MD-51W, беспроводные наушники Nokia BH-940.

## Операционная система
В Nokia Lumia 928 установлена OS Windows Phone 8. Как и в других телефонах Lumia, в ней предустановлены многие эксклюзивные приложения Nokia.

## Отличия от Nokia Lumia 920
• AMOLED-дисплей вместо LCD IPS.
• Вспышка Xenon — незаменимый помощник при съемке внутри помещения.
• Микрофон выдерживает звуковое давление до 140 децибел без искажений.
• Вес: 162 грамма против 185 грамм (Lumia 920).
• Чёрный и белый цвета корпуса вместо яркой палитры.